# استفان لکو
استفان لکو (متولد ۳ ژوئن ۱۹۷۴) کیک بوکسور سنگین‌وزن آلمانی است. او قهرمان فعلی WKA فوق سنگین‌وزن در کیک بوکسینگ، و قهرمان سابق موی تای جهان در مسابقات سنگین‌وزن و قهرمان فوق سنگین‌وزن کیک بوکسینگ جهان، قهرمان WMTA , WKN , IKBO , IKBF و WKA، قهرمان K-1 گرندپری اروپا ۱۹۹۸، قهرمان کی‌وان دریم ۱۹۹۹ و دو بار برنده جایزه بزرگ جهانی کی‌وان در مسابقات لاس وگاس است. او با هدایت کور همرز از تیم گولدن گلوری در بردا، هلند می جنگد. از سال ۲۰۱۱ استفان لکو با مربیگری و مدیریت تام تراوتش موفق به کسب دو عنوان قهرمان جهان در مسابقات سنگین‌وزن شد.